# Andrena bucephala
Andrena bucephala är en biart som beskrevs av Stephens 1846. Andrena bucephala ingår i släktet sandbin, och familjen grävbin. Inga underarter finns listade i Catalogue of Life.